# Manandriana
Manandriana District är ett distrikt i Madagaskar.   Det ligger i regionen Amoron'i Maniaregionen, i den centrala delen av landet, 210 km söder om huvudstaden Antananarivo.